# First Crater
Der First Crater (englisch für Erster Krater) ist ein Vulkankrater auf der Hut-Point-Halbinsel im Südwesten der antarktischen Ross-Insel. Er liegt 1,2 km nördlich des Hut Point in den Arrival Heights.
Frank Debenham, Teilnehmer der britischen Terra-Nova-Expedition (1910–1913), benannte ihn deskriptiv nach seiner relativen geografischen Lage in der Abfolge mit dem Twin Crater und dem Crater Hill.